# 道の駅いわいずみ
道の駅いわいずみ（みちのえき いわいずみ）は、岩手県下閉伊郡岩泉町にある国道455号の道の駅である。愛称はわくわくハウス。

## 施設
- 駐車場
  - 普通車：49台[1]
  - 大型車：5台[1]
  - 身障者用：2台[1]
- トイレ（いずれも24時間利用可能）
  - 男：大 2器、小 3器
  - 女：3器
  - 身障者用：1器
- 公衆電話：2台
- 物産館「わくわくハウス」(9:00 - 17:00)[1]
- レストラン岩泉（11:00 - 16:00ラストオーダー）[1]
- イタリアンジェラート「ViTO × IWAIZUMI」(10:00 - 16:30)[1]
- 農産物直売所「道の駅いわいずみ産直会」(9:00 - 17:00)[1]

## 休館日
- 物産館・農産物直売所：無休（臨時休業あり）
- レストラン：年末年始

## アクセス
- 三陸沿岸道路 岩泉龍泉洞インターチェンジから国道455号を西へ約10 km
- 三陸鉄道リアス線 岩泉小本駅より岩泉町民バス小本線「岩泉消防署」行で「道の駅いわいずみ」下車

## 周辺
- 岩泉ホールディングス本社
- 楽天イーグルス岩泉球場
- 小本川
- 岩手県道40号宮古岩泉線